# Kees Keijzer
Cornelis Lucas Joannes (Kees) Keijzer (Heerle, 24 juni 1927 – Wouw, 21 oktober 1990) was een Nederlandse beeldhouwer. Hij genoot zijn opleiding aan de Academie voor Beeldende Kunsten Sint-Joost te Breda. In de Nederlandse publieke ruimte zijn een aantal werken van hem terug te vinden. 

## Werken (selectie)
- Krabben (1980), Bergen op Zoom
- Donker en Licht (1978), Bergen op Zoom
- De twee wethouders (1974), Etten-Leur
- De Vondertjes (1973), Raamsdonksveer
- Phoenix (1970), Halsteren
- De evolutie (1970), Etten-Leur
- Gehurkt kind (1966), Moerstraten
- Man te paard (1966), Oosterhout
- Levensboom (1958), Oostburg
- Monument 'De Vastelaovend Zotte'  (1967), Oud-Gastel
- zonder titel Bergen op Zoom

## Fotogalerij

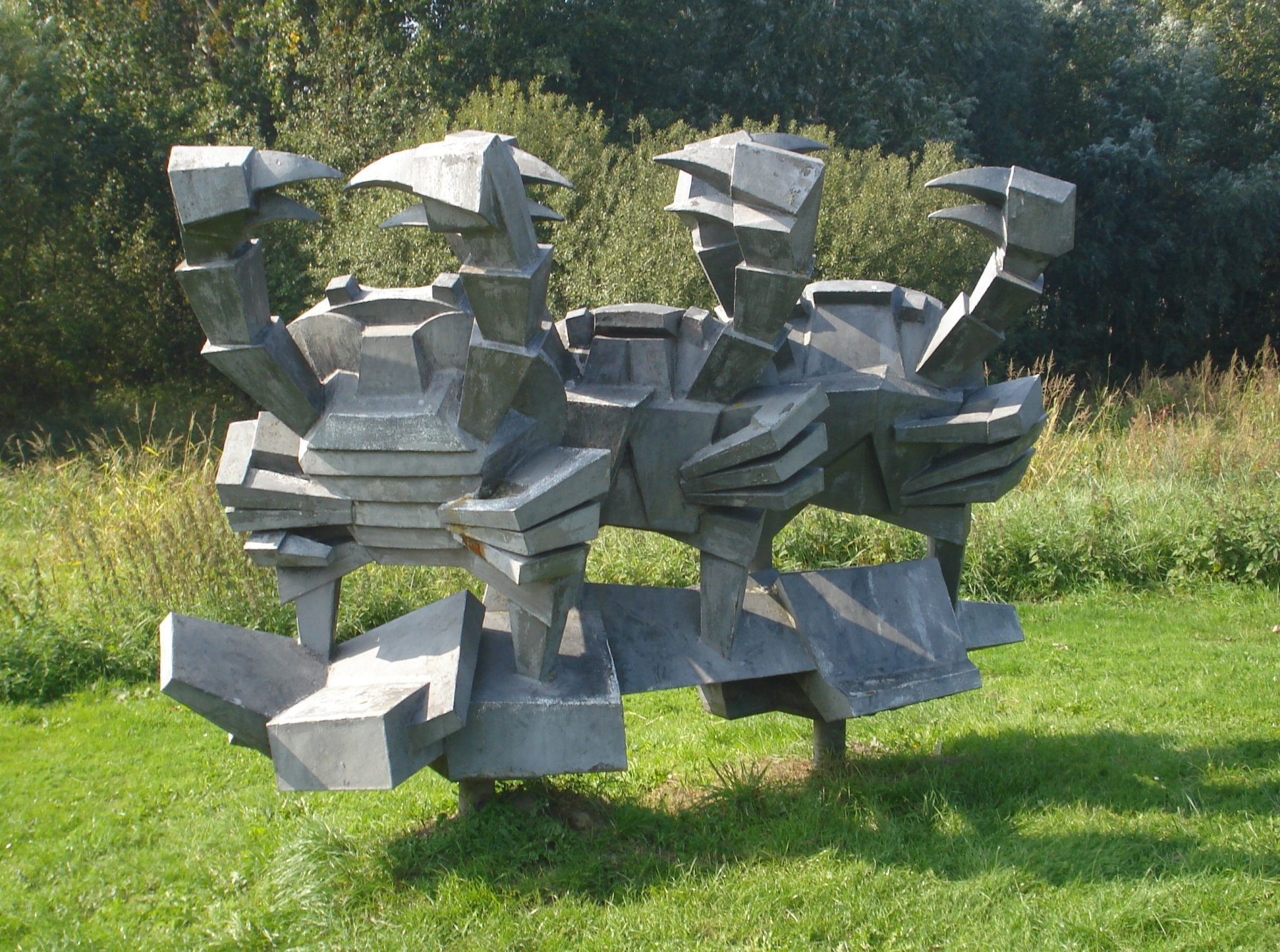
Bergen op Zoom
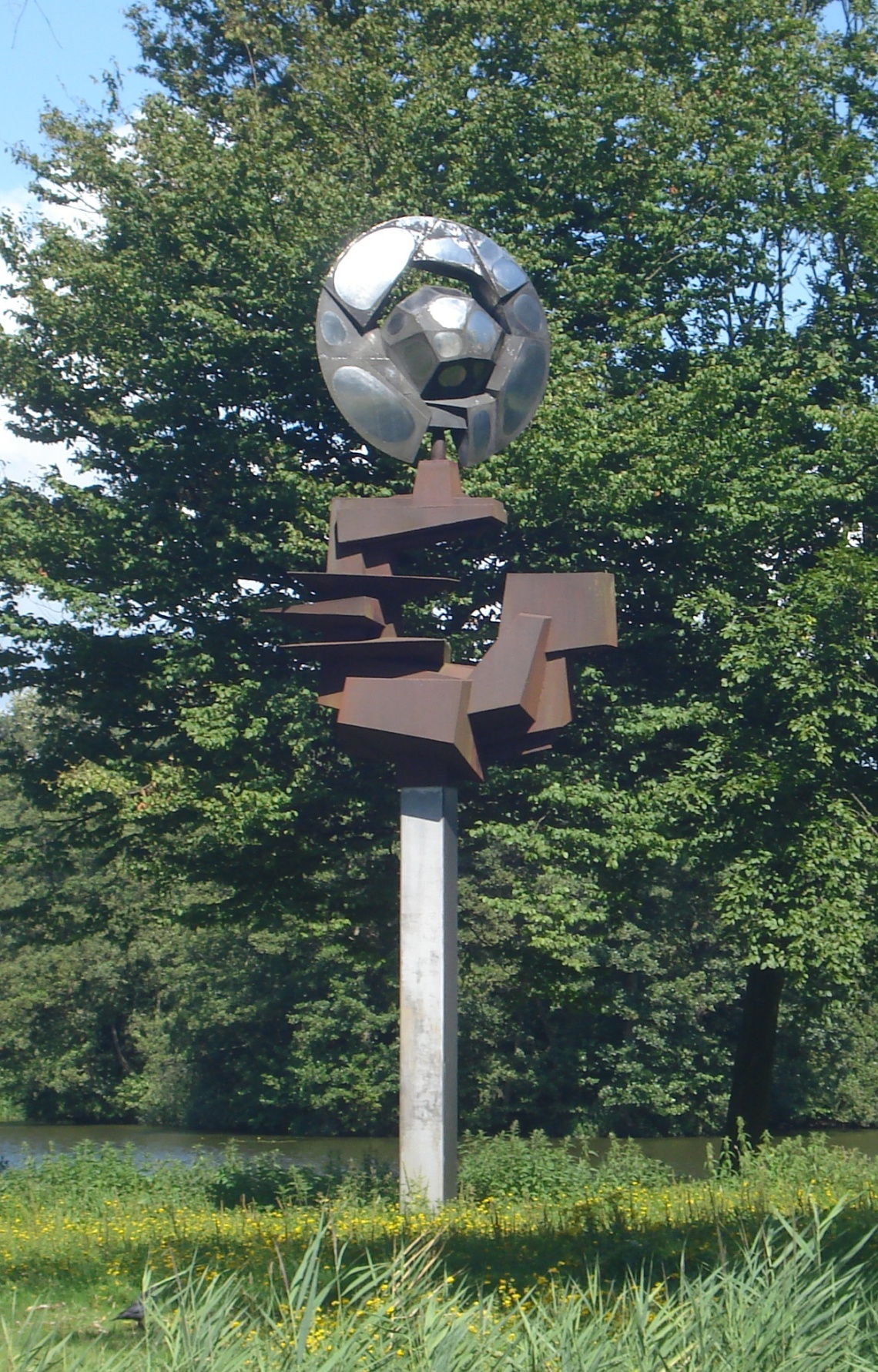
Bergen op Zoom
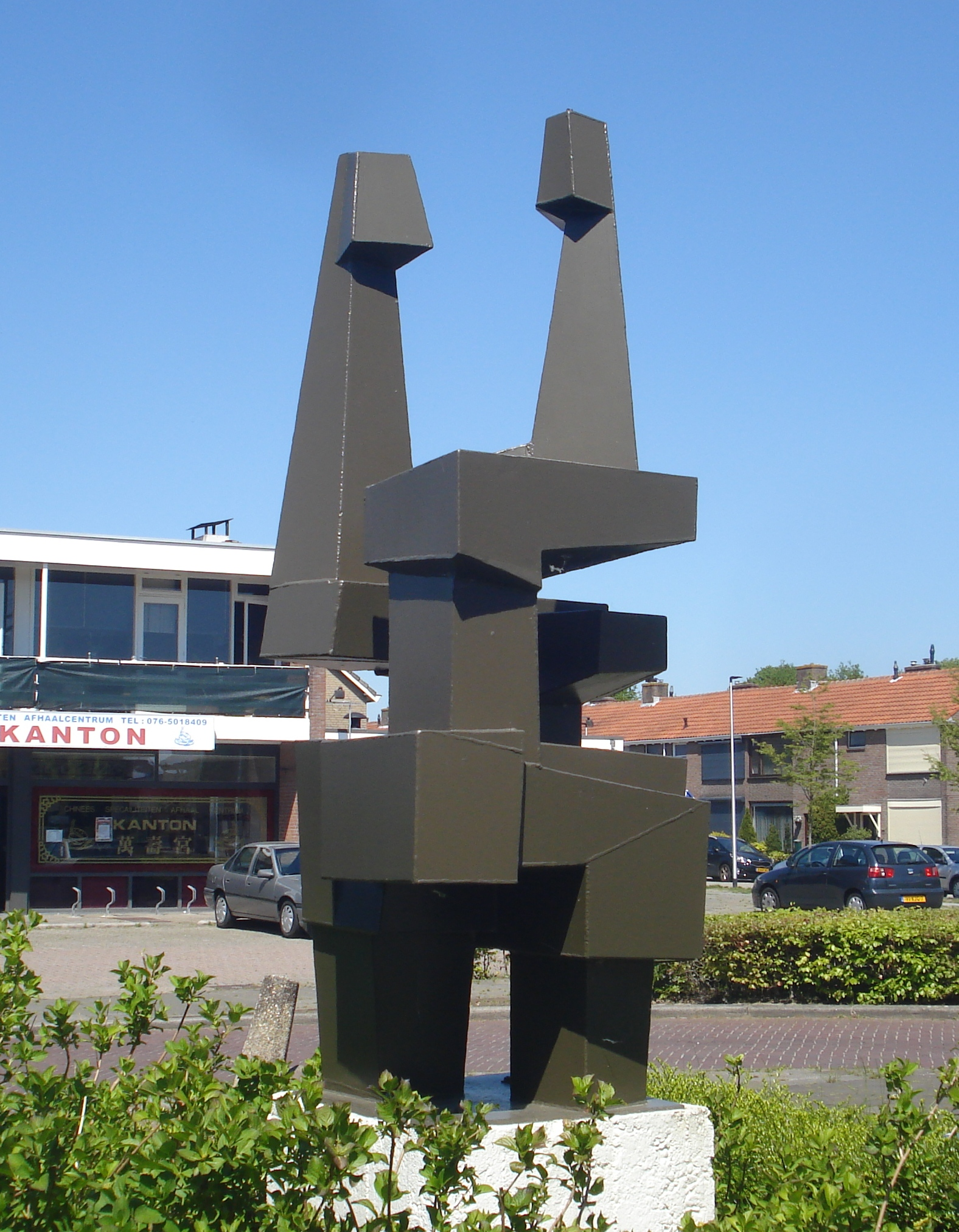
Etten-Leur
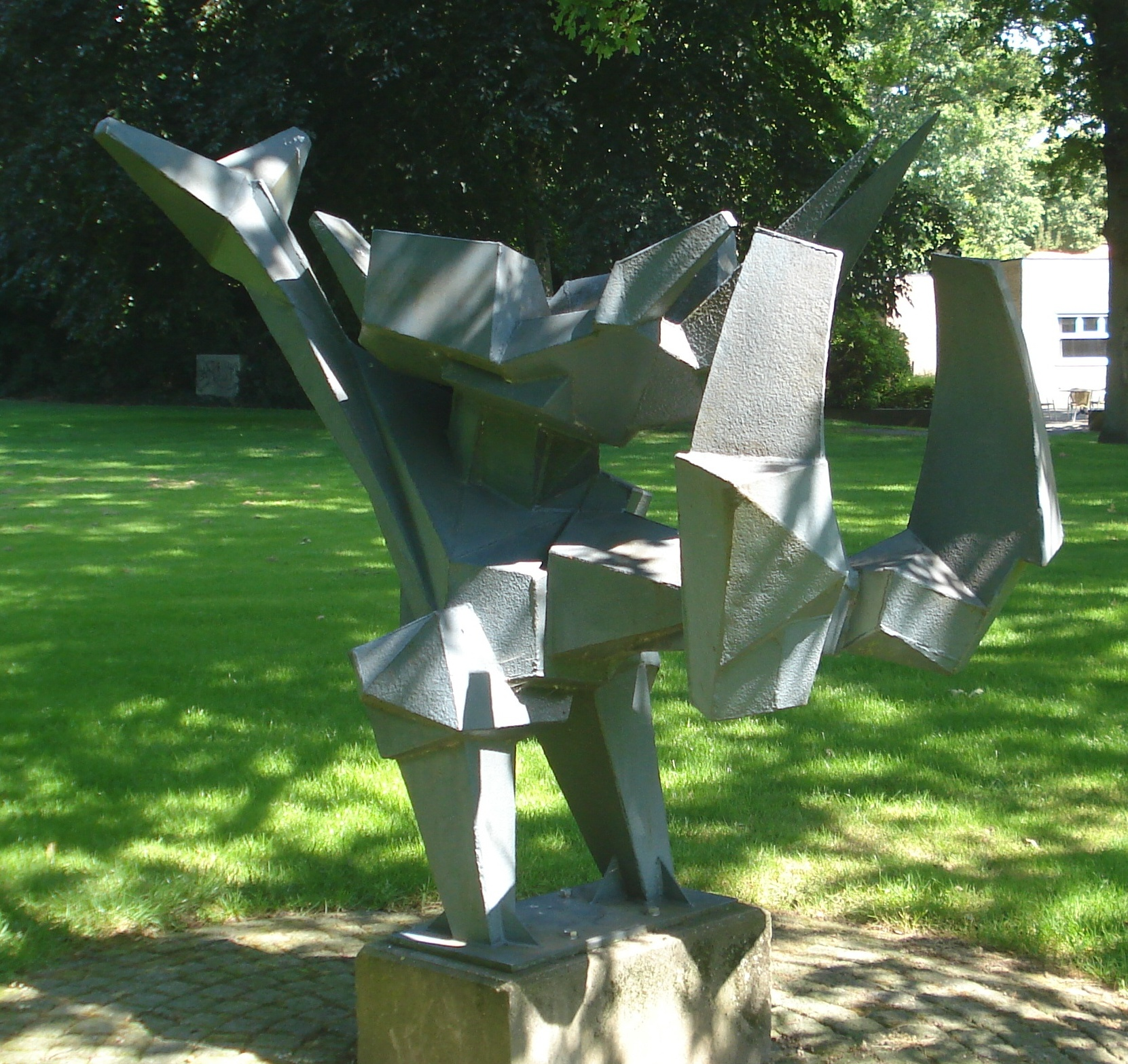
Halsteren
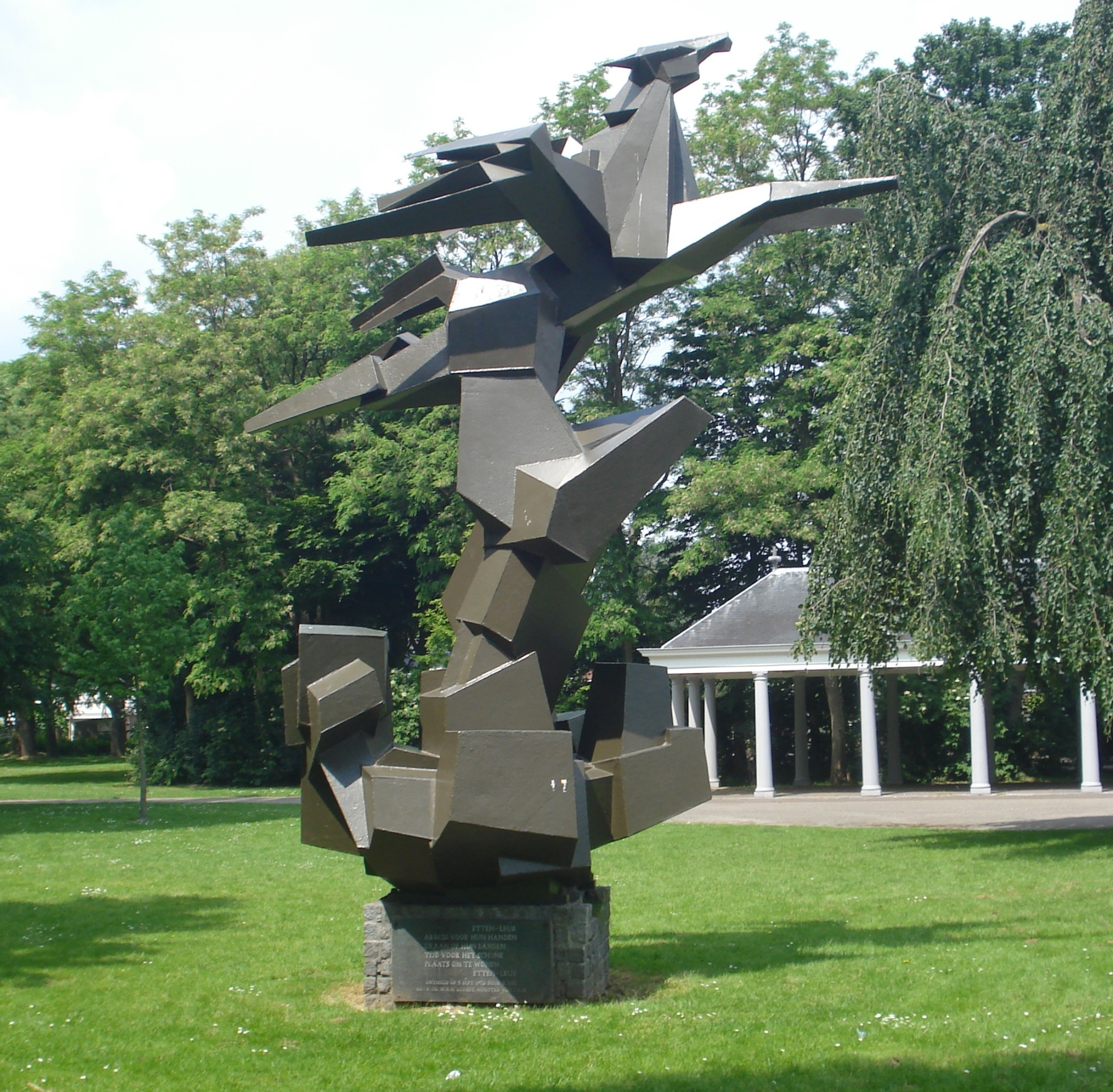
Etten-Leur
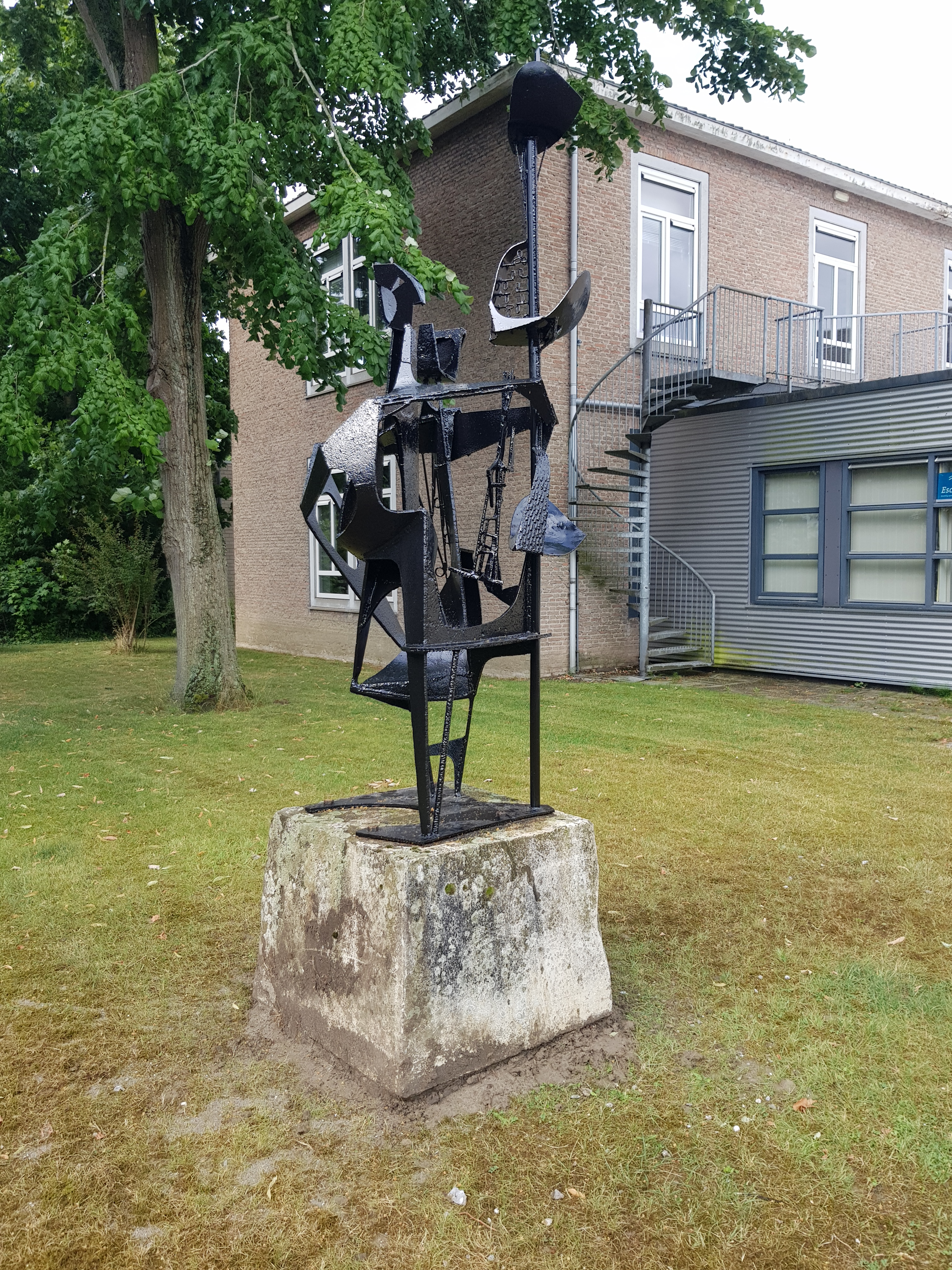
Oostburg
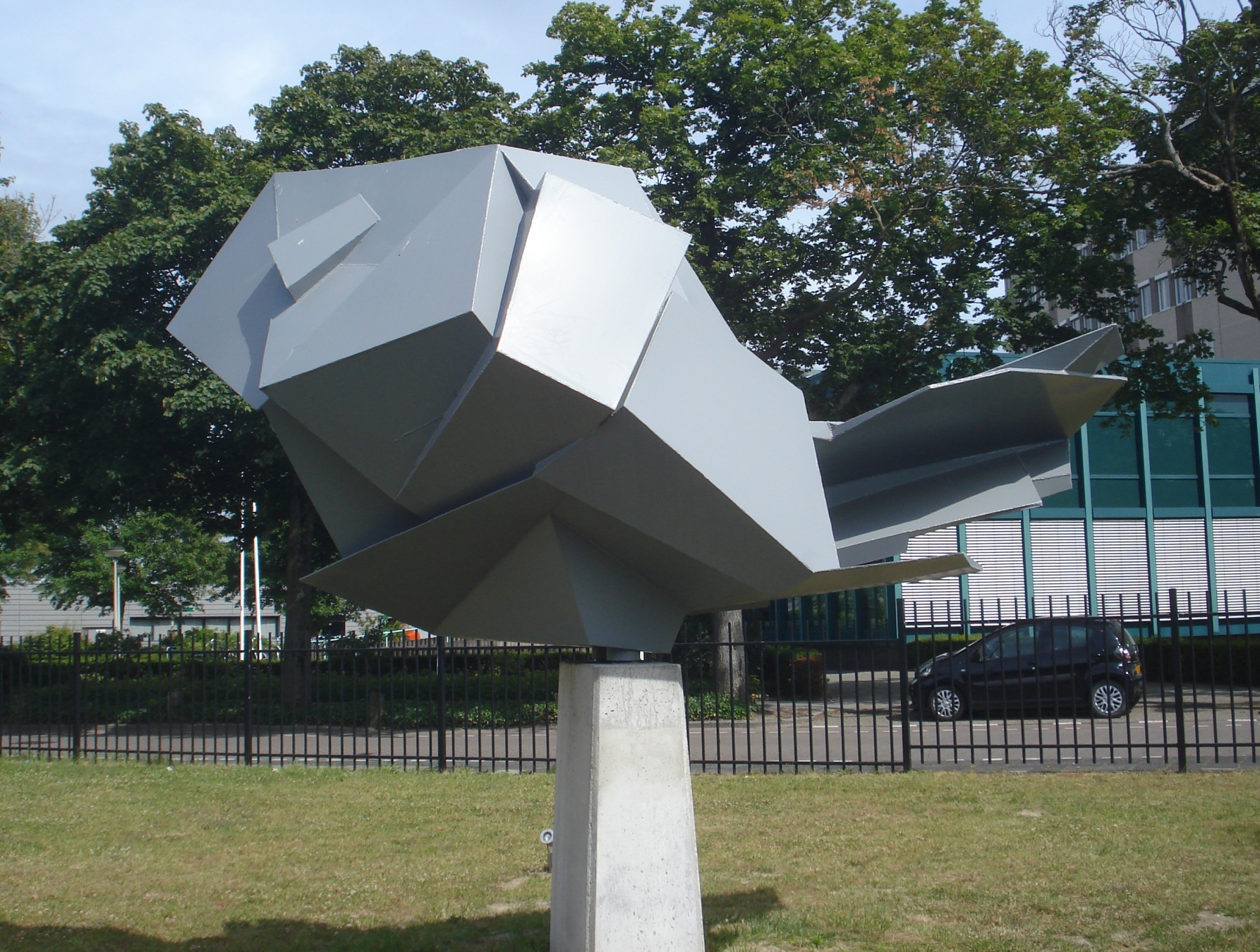
Bergen op Zoom